# Teitelboim
Teitelboim ist die jiddische Variante des Familiennamen Teitelbaum.
Teitelbaum ist eine altdeutsche Variante von Dattelbaum, Dattelpalme

## Namensträger
- Volodia Teitelboim (1916–2008), chilenischer Politiker und Schriftsteller

## Pseudonym
- Claudio Bunster (* 1947), der sich bis 2005 Claudio Teitelboim nannte, chilenischer Physiker, Stiefsohn von Volodia Teitelboim